# Patricia Farazzi
 (octobre 2016).
Si vous disposez d'ouvrages ou d'articles de référence ou si vous connaissez des sites web de qualité traitant du thème abordé ici, merci de compléter l'article en donnant les références utiles à sa vérifiabilité et en les liant à la section « Notes et références ».
Patricia Farazzi, née le 30 novembre 1952 à Paris, est un écrivain de langue française.

## Parcours littéraire
Son premier livre Stella Memoria, publié aux éditions Bordas (collection « Cent quatre-vingts degrés ») en 1985, est le texte d'un spectacle présenté au théâtre du Lucernaire et au festival des jeunes créateurs, avec une musique originale (violoncelle et voix) de Michel Valensi. 
Parmi ses travaux de traduction, on peut citer plusieurs ouvrages du philosophe italien Giorgio Colli et le classique de l'historien de l'art italien Sergio Bettini (it), Venise, naissance d'une ville, ou Arnaldo Momigliano, Contributions à l'histoire du judaïsme (pagine ebraiche).
Outre les ouvrages cités ci-dessous, elle a préfacé ou postfacé plusieurs volumes des Editions de l'éclat, qu'elle a contribué à fonder, dont Jeanne d'Arc de Jules Michelet (lire ici), Le Flâneur des deux rives de Guillaume Apollinaire, L'épître des sept voies, d'Abraham Aboulafia ou Danser au bord du monde, d'Ursula K. Le Guin. 
Elle écrit à l'occasion sur le site Lundi matin (voir infra).
Elle réalise les photographies des couvertures de la collection de poche des éditions de l'Éclat.

## Publications
Elle a publié plusieurs livres aux éditions de l'Éclat :
- 1985 : L'Esquive (première apparition du cabaliste du XIIIe siècle Abraham Aboulafia)
- 1986 : Le Voyage d'Héraclite
- 1988 : La Porte peinte
- 1991 : L'Ombre fermée
- 1999 : La Vie obscure (autour du philosophe italien Carlo Michelstaedter)
- 2007 : L'Archipel vertical
- 2013 : D’un noir illimité
- 2015 : Un crime parfait[3]
- 2018 : Un animal d'expérience
- 2019 : Bandes passantes (avec Raphaël Valensi)[4]
- 2020 : Lettres du chemin de pierre (avec Michel Valensi)[5]
- 2021 : Vie imaginée de Shimon Guenzburg, éditeur typographe du XVIe siècle, à partir de sa correspondance avec Tirzah Adelkind, jeune fille vénitienne (avec Jean Baumgarten)[6]
- 2022: Fragmentation[7]
- 2023 : Vies mêlées de Manuela Sáenz, compagne de Simon Bolivar, et de Jonatás, esclave affranchie[8]

## Préfaces
- «Jeanne nue», préface à Jules Michelet, Jeanne d'Arc, Editions de l'éclat, 2017[9].
- «Les moindres plaisirs», préface à Apollinaire, Le flâneur des deux rives, Editions de l'éclat, 2018.
- «La plume fantôme», préface à Ursula K. Le Guin, Danser au bord du monde, tr. fr. Hélène Collon, Editions de l'éclat, 2020[10]
- «La langue du poète», avant-propos de Avrom Sutzkever, Heures rapiécées, tr. fr. Rachel Ertel, Editions de l'éclat, 2021[11]

- «Anatomie comparée des Salomés», préface à Salomé(s), textes de J. Laforgue, G. Flaubert, J. K. Huysmans, G. Moreau, G. Apollinaire, Editions de l'éclat, 2021[12]
- «Je suis revenue lentement» préface à Javier Heraud, Le Fleuve et autres poèmes, traduit de l’espagnol (Pérou) par Fanchita Gonzalez Battle et Patricia Farazzi, L’éclat 2022[13]
- Préface à Leandro Calle, Passer et autres poèmes, traduit de l'espagnol (Argentine), par Yves Roullière, Editions de l'éclat, 2022[14]
- « Sevgili Zarife » préface à Zarife Biliz, Revenant à la surface de la terre, traduit du turc par Elul Yildiz, Editions de l'éclat, 2023
- « Carasatura », préface à Costantino Nivola, Mémoires d'Orani et autres écrits autobiographiques, traduit de l'italien par P. Farazzi, Editions de l'éclat, 2024

## Articles
- «Le pathos du caché», sur la traduction, Études, 1997/9
- «Transmission» (pour Samuel Paty, in memoriam) Lundi matin, octobre 2020[15]
- «Camarades, encore un effort si vous voulez être féministes», Lundi matin, mai 2021[16]
- «Nouvelles du notoire et autres éminences», Lundi matin, janvier 2022[17]